# Xã của tỉnh Charente
Đây là danh sách 404 xã của tỉnh Charente ở Pháp.
- (CAA) Communauté d'agglomération du Grand Angoulême, created in 2000.

| INSEE | Bưu chính | Xã                        |
| ----- | --------- | ------------------------- |
| 16001 | 16500     | Abzac                     |
| 16002 | 16700     | Les Adjots                |
| 16003 | 16110     | Agris                     |
| 16004 | 16190     | Aignes-et-Puypéroux       |
| 16005 | 16140     | Aigre                     |
| 16007 | 16490     | Alloue                    |
| 16008 | 16140     | Ambérac                   |
| 16009 | 16490     | Ambernac                  |
| 16010 | 16300     | Ambleville                |
| 16011 | 16560     | Anais                     |
| 16012 | 16130     | Angeac-Champagne          |
| 16013 | 16120     | Angeac-Charente           |
| 16014 | 16300     | Angeduc                   |
| 16015 | 16000     | Angoulême (CAA)           |
| 16016 | 16500     | Ansac-sur-Vienne          |
| 16017 | 16170     | Anville                   |
| 16018 | 16130     | Ars                       |
| 16019 | 16290     | Asnières-sur-Nouère       |
| 16020 | 16390     | Aubeterre-sur-Dronne      |
| 16021 | 16250     | Aubeville                 |
| 16339 | 16170     | Auge-Saint-Médard         |
| 16023 | 16460     | Aunac                     |
| 16024 | 16560     | Aussac-Vadalle            |
| 16025 | 16360     | Baignes-Sainte-Radegonde  |
| 16026 | 16430     | Balzac                    |
| 16027 | 16140     | Barbezières               |
| 16028 | 16300     | Barbezieux-Saint-Hilaire  |
| 16029 | 16210     | Bardenac                  |
| 16030 | 16300     | Barret                    |
| 16031 | 16700     | Barro                     |
| 16032 | 16120     | Bassac                    |
| 16033 | 16460     | Bayers                    |
| 16034 | 16210     | Bazac                     |
| 16035 | 16450     | Beaulieu-sur-Sonnette     |
| 16036 | 16250     | Bécheresse                |
| 16037 | 16210     | Bellon                    |
| 16038 | 16350     | Benest                    |
| 16039 | 16700     | Bernac                    |
| 16040 | 16480     | Berneuil                  |
| 16041 | 16250     | Bessac                    |
| 16042 | 16140     | Bessé                     |
| 16043 | 16170     | Bignac                    |
| 16044 | 16700     | Bioussac                  |
| 16045 | 16120     | Birac                     |
| 16046 | 16250     | Blanzac-Porcheresse       |
| 16047 | 16320     | Blanzaguet-Saint-Cybard   |
| 16048 | 16480     | Boisbreteau               |
| 16049 | 16390     | Bonnes                    |
| 16050 | 16120     | Bonneuil                  |
| 16051 | 16170     | Bonneville                |
| 16053 | 16360     | Bors-de-Baignes           |
| 16052 | 16190     | Bors-de-Montmoreau        |
| 16054 | 16350     | Le Bouchage               |
| 16055 | 16410     | Bouëx                     |
| 16056 | 16200     | Bourg-Charente            |
| 16057 | 16120     | Bouteville                |
| 16058 | 16100     | Boutiers-Saint-Trojan     |
| 16059 | 16240     | Brettes                   |
| 16060 | 16370     | Bréville                  |
| 16061 | 16590     | Brie                      |
| 16062 | 16300     | Brie-sous-Barbezieux      |
| 16063 | 16210     | Brie-sous-Chalais         |
| 16064 | 16420     | Brigueuil                 |
| 16065 | 16500     | Brillac                   |
| 16066 | 16480     | Brossac                   |
| 16067 | 16110     | Bunzac                    |
| 16068 | 16260     | Cellefrouin               |
| 16069 | 16230     | Cellettes                 |
| 16070 | 16150     | Chabanais                 |
| 16071 | 16150     | Chabrac                   |
| 16072 | 16250     | Chadurie                  |
| 16073 | 16210     | Chalais                   |
| 16074 | 16300     | Challignac                |
| 16076 | 16350     | Champagne-Mouton          |
| 16075 | 16250     | Champagne-Vigny           |
| 16077 | 16290     | Champmillon               |
| 16078 | 16430     | Champniers                |
| 16079 | 16360     | Chantillac                |
| 16081 | 16140     | La Chapelle               |
| 16082 | 16320     | Charmant                  |
| 16083 | 16140     | Charmé                    |
| 16084 | 16380     | Charras                   |
| 16085 | 16260     | Chasseneuil-sur-Bonnieure |
| 16086 | 16150     | Chassenon                 |
| 16087 | 16350     | Chassiecq                 |
| 16088 | 16200     | Chassors                  |
| 16089 | 16100     | Châteaubernard            |
| 16090 | 16120     | Châteauneuf-sur-Charente  |
| 16091 | 16480     | Châtignac                 |
| 16092 | 16320     | Chavenat                  |
| 16093 | 16380     | Chazelles                 |
| 16094 | 16460     | Chenommet                 |
| 16095 | 16460     | Chenon                    |
| 16096 | 16310     | Cherves-Châtelars         |
| 16097 | 16370     | Cherves-Richemont         |
| 16098 | 16240     | La Chèvrerie              |
| 16099 | 16480     | Chillac                   |
| 16100 | 16150     | Chirac                    |
| 16101 | 16440     | Claix                     |
| 16102 | 16100     | Cognac                    |
| 16103 | 16320     | Combiers                  |
| 16104 | 16700     | Condac                    |
| 16105 | 16360     | Condéon                   |
| 16106 | 16500     | Confolens                 |
| 16107 | 16560     | Coulgens                  |
| 16108 | 16330     | Coulonges                 |
| 16109 | 16200     | Courbillac                |
| 16110 | 16240     | Courcôme                  |
| 16111 | 16190     | Courgeac                  |
| 16112 | 16210     | Courlac                   |
| 16113 | 16400     | La Couronne (CAA)         |
| 16114 | 16460     | Couture                   |
| 16115 | 16250     | Cressac-Saint-Genis       |
| 16116 | 16300     | Criteuil-la-Magdeleine    |
| 16117 | 16210     | Curac                     |
| 16118 | 16190     | Deviat                    |
| 16119 | 16410     | Dignac                    |
| 16120 | 16410     | Dirac                     |
| 16121 | 16290     | Douzat                    |
| 16122 | 16140     | Ébréon                    |
| 16123 | 16170     | Échallat                  |
| 16124 | 16220     | Écuras                    |
| 16125 | 16320     | Édon                      |
| 16127 | 16240     | Empuré                    |
| 16128 | 16490     | Épenède                   |
| 16129 | 16120     | Éraville                  |
| 16130 | 16210     | Les Essards               |
| 16131 | 16500     | Esse                      |
| 16132 | 16150     | Étagnac                   |
| 16133 | 16250     | Étriac                    |
| 16134 | 16150     | Exideuil                  |
| 16135 | 16220     | Eymouthiers               |
| 16136 | 16700     | La Faye                   |
| 16137 | 16380     | Feuillade                 |
| 16138 | 16730     | Fléac (CAA)               |
| 16139 | 16200     | Fleurac                   |
| 16140 | 16230     | Fontclaireau              |
| 16141 | 16230     | Fontenille                |
| 16142 | 16240     | La Forêt-de-Tessé         |
| 16143 | 16410     | Fouquebrune               |
| 16144 | 16140     | Fouqueure                 |
| 16145 | 16200     | Foussignac                |
| 16146 | 16410     | Garat                     |
| 16147 | 16320     | Gardes-le-Pontaroux       |
| 16148 | 16170     | Genac                     |
| 16149 | 16270     | Genouillac                |
| 16150 | 16130     | Gensac-la-Pallue          |
| 16151 | 16130     | Genté                     |
| 16152 | 16130     | Gimeux                    |
| 16153 | 16200     | Gondeville                |
| 16154 | 16160     | Gond-Pontouvre (CAA)      |
| 16155 | 16140     | Les Gours                 |
| 16156 | 16170     | Gourville                 |
| 16157 | 16450     | Le Grand-Madieu           |
| 16158 | 16380     | Grassac                   |
| 16297 | 16120     | Graves-Saint-Amant        |
| 16160 | 16300     | Guimps                    |
| 16161 | 16480     | Guizengeard               |
| 16162 | 16320     | Gurat                     |
| 16163 | 16290     | Hiersac                   |
| 16164 | 16490     | Hiesse                    |
| 16165 | 16200     | Houlette                  |
| 16166 | 16340     | L'Isle-d'Espagnac (CAA)   |
| 16167 | 16200     | Jarnac                    |
| 16168 | 16560     | Jauldes                   |
| 16169 | 16100     | Javrezac                  |
| 16170 | 16190     | Juignac                   |
| 16171 | 16130     | Juillac-le-Coq            |
| 16172 | 16320     | Juillaguet                |
| 16173 | 16230     | Juillé                    |
| 16174 | 16200     | Julienne                  |
| 16175 | 16250     | Jurignac                  |
| 16176 | 16300     | Lachaise                  |
| 16177 | 16120     | Ladiville                 |
| 16178 | 16300     | Lagarde-sur-le-Né         |
| 16179 | 16300     | Lamérac                   |
| 16180 | 16390     | Laprade                   |
| 16183 | 16310     | Lésignac-Durand           |
| 16181 | 16500     | Lessac                    |
| 16182 | 16420     | Lesterps                  |
| 16184 | 16460     | Lichères                  |
| 16185 | 16140     | Ligné                     |
| 16186 | 16130     | Lignières-Sonneville      |
| 16187 | 16730     | Linars (CAA)              |
| 16188 | 16310     | Le Lindois                |
| 16189 | 16700     | Londigny                  |
| 16190 | 16240     | Longré                    |
| 16191 | 16230     | Lonnes                    |
| 16193 | 16100     | Louzac-Saint-André        |
| 16194 | 16140     | Lupsault                  |
| 16195 | 16450     | Lussac                    |
| 16196 | 16230     | Luxé                      |
| 16197 | 16240     | La Magdeleine             |
| 16198 | 16320     | Magnac-Lavalette-Villars  |
| 16199 | 16600     | Magnac-sur-Touvre (CAA)   |
| 16200 | 16230     | Maine-de-Boixe            |
| 16201 | 16250     | Mainfonds                 |
| 16202 | 16200     | Mainxe                    |
| 16203 | 16380     | Mainzac                   |
| 16204 | 16120     | Malaville                 |
| 16205 | 16500     | Manot                     |
| 16206 | 16230     | Mansle                    |

| INSEE | Bưu chính | Xã                              |
| ----- | --------- | ------------------------------- |
| 16207 | 16140     | Marcillac-Lanville              |
| 16208 | 16170     | Mareuil                         |
| 16209 | 16110     | Marillac-le-Franc               |
| 16210 | 16570     | Marsac                          |
| 16211 | 16380     | Marthon                         |
| 16212 | 16310     | Massignac                       |
| 16213 | 16310     | Mazerolles                      |
| 16214 | 16270     | Mazières                        |
| 16215 | 16210     | Médillac                        |
| 16216 | 16200     | Mérignac                        |
| 16217 | 16100     | Merpins                         |
| 16218 | 16370     | Mesnac                          |
| 16220 | 16200     | Les Métairies                   |
| 16221 | 16140     | Mons                            |
| 16222 | 16620     | Montboyer                       |
| 16223 | 16220     | Montbron                        |
| 16224 | 16300     | Montchaude                      |
| 16225 | 16310     | Montembœuf                      |
| 16226 | 16330     | Montignac-Charente              |
| 16227 | 16390     | Montignac-le-Coq                |
| 16228 | 16170     | Montigné                        |
| 16229 | 16240     | Montjean                        |
| 16230 | 16190     | Montmoreau-Saint-Cybard         |
| 16231 | 16420     | Montrollet                      |
| 16232 | 16600     | Mornac                          |
| 16233 | 16120     | Mosnac                          |
| 16234 | 16290     | Moulidars                       |
| 16236 | 16440     | Mouthiers-sur-Boëme             |
| 16237 | 16460     | Mouton                          |
| 16238 | 16460     | Moutonneau                      |
| 16239 | 16310     | Mouzon                          |
| 16240 | 16390     | Nabinaud                        |
| 16241 | 16230     | Nanclars                        |
| 16242 | 16700     | Nanteuil-en-Vallée              |
| 16243 | 16200     | Nercillac                       |
| 16244 | 16440     | Nersac (CAA)                    |
| 16245 | 16270     | Nieuil                          |
| 16246 | 16190     | Nonac                           |
| 16247 | 16120     | Nonaville                       |
| 16248 | 16140     | Oradour d'Aigre                 |
| 16249 | 16500     | Oradour-Fanais                  |
| 16250 | 16220     | Orgedeuil                       |
| 16251 | 16480     | Oriolles                        |
| 16252 | 16210     | Orival                          |
| 16253 | 16240     | Paizay-Naudouin-Embourie        |
| 16254 | 16390     | Palluaud                        |
| 16255 | 16450     | Parzac                          |
| 16256 | 16480     | Passirac                        |
| 16257 | 16250     | Péreuil                         |
| 16258 | 16250     | Pérignac                        |
| 16259 | 16270     | La Péruse                       |
| 16260 | 16390     | Pillac                          |
| 16261 | 16260     | Les Pins                        |
| 16262 | 16170     | Plaizac                         |
| 16263 | 16250     | Plassac-Rouffiac                |
| 16264 | 16490     | Pleuville                       |
| 16267 | 16190     | Poullignac                      |
| 16268 | 16700     | Poursac                         |
| 16269 | 16110     | Pranzac                         |
| 16270 | 16150     | Pressignac                      |
| 16271 | 16400     | Puymoyen (CAA)                  |
| 16272 | 16230     | Puyréaux                        |
| 16273 | 16240     | Raix                            |
| 16274 | 16110     | Rancogne                        |
| 16275 | 16140     | Ranville-Breuillaud             |
| 16276 | 16360     | Reignac                         |
| 16277 | 16200     | Réparsac                        |
| 16279 | 16210     | Rioux-Martin                    |
| 16280 | 16110     | Rivières                        |
| 16281 | 16110     | La Rochefoucauld                |
| 16282 | 16110     | La Rochette                     |
| 16283 | 16320     | Ronsenac                        |
| 16284 | 16210     | Rouffiac                        |
| 16285 | 16320     | Rougnac                         |
| 16286 | 16170     | Rouillac                        |
| 16287 | 16440     | Roullet-Saint-Estèphe           |
| 16192 | 16270     | Roumazières-Loubert             |
| 16289 | 16310     | Roussines                       |
| 16290 | 16220     | Rouzède                         |
| 16291 | 16600     | Ruelle-sur-Touvre (CAA)         |
| 16292 | 16700     | Ruffec                          |
| 16293 | 16310     | Saint-Adjutory                  |
| 16294 | 16190     | Saint-Amant                     |
| 16295 | 16330     | Saint-Amant-de-Boixe            |
| 16296 | 16230     | Saint-Amant-de-Bonnieure        |
| 16298 | 16170     | Saint-Amant-de-Nouère           |
| 16300 | 16230     | Saint-Angeau                    |
| 16301 | 16300     | Saint-Aulais-la-Chapelle        |
| 16302 | 16210     | Saint-Avit                      |
| 16303 | 16300     | Saint-Bonnet                    |
| 16304 | 16100     | Saint-Brice                     |
| 16306 | 16420     | Saint-Christophe                |
| 16307 | 16230     | Saint-Ciers-sur-Bonnieure       |
| 16308 | 16450     | Saint-Claud                     |
| 16310 | 16350     | Saint-Coutant                   |
| 16312 | 16170     | Saint-Cybardeaux                |
| 16309 | 16230     | Sainte-Colombe                  |
| 16349 | 16200     | Sainte-Sévère                   |
| 16354 | 16480     | Sainte-Souline                  |
| 16314 | 16190     | Saint-Eutrope                   |
| 16315 | 16480     | Saint-Félix                     |
| 16316 | 16130     | Saint-Fort-sur-le-Né            |
| 16317 | 16140     | Saint-Fraigne                   |
| 16318 | 16460     | Saint-Front                     |
| 16320 | 16570     | Saint-Genis-d'Hiersac           |
| 16321 | 16700     | Saint-Georges                   |
| 16322 | 16500     | Saint-Germain-de-Confolens      |
| 16323 | 16380     | Saint-Germain-de-Montbron       |
| 16325 | 16700     | Saint-Gourson                   |
| 16326 | 16230     | Saint-Groux                     |
| 16328 | 16190     | Saint-Laurent-de-Belzagot       |
| 16329 | 16450     | Saint-Laurent-de-Céris          |
| 16330 | 16100     | Saint-Laurent-de-Cognac         |
| 16331 | 16480     | Saint-Laurent-des-Combes        |
| 16332 | 16250     | Saint-Léger                     |
| 16334 | 16190     | Saint-Martial                   |
| 16335 | 16700     | Saint-Martin-du-Clocher         |
| 16336 | 16260     | Saint-Mary                      |
| 16337 | 16500     | Saint-Maurice-des-Lions         |
| 16338 | 16300     | Saint-Médard                    |
| 16340 | 16720     | Saint-Même-les-Carrières        |
| 16341 | 16470     | Saint-Michel (CAA)              |
| 16342 | 16300     | Saint-Palais-du-Né              |
| 16343 | 16130     | Saint-Preuil                    |
| 16344 | 16110     | Saint-Projet-Saint-Constant     |
| 16346 | 16210     | Saint-Quentin-de-Chalais        |
| 16345 | 16150     | Saint-Quentin-sur-Charente      |
| 16347 | 16210     | Saint-Romain                    |
| 16348 | 16290     | Saint-Saturnin (CAA)            |
| 16350 | 16390     | Saint-Séverin                   |
| 16351 | 16120     | Saint-Simeux                    |
| 16352 | 16120     | Saint-Simon                     |
| 16353 | 16220     | Saint-Sornin                    |
| 16355 | 16370     | Saint-Sulpice-de-Cognac         |
| 16356 | 16460     | Saint-Sulpice-de-Ruffec         |
| 16357 | 16480     | Saint-Vallier                   |
| 16358 | 16710     | Saint-Yrieix-sur-Charente (CAA) |
| 16359 | 16130     | Salles-d'Angles                 |
| 16360 | 16300     | Salles-de-Barbezieux            |
| 16361 | 16700     | Salles-de-Villefagnan           |
| 16362 | 16190     | Salles-Lavalette                |
| 16363 | 16420     | Saulgond                        |
| 16364 | 16310     | Sauvagnac                       |
| 16365 | 16480     | Sauvignac                       |
| 16366 | 16130     | Segonzac                        |
| 16368 | 16410     | Sers                            |
| 16369 | 16200     | Sigogne                         |
| 16370 | 16440     | Sireuil                         |
| 16371 | 16170     | Sonneville                      |
| 16372 | 16380     | Souffrignac                     |
| 16373 | 16240     | Souvigné                        |
| 16374 | 16800     | Soyaux (CAA)                    |
| 16375 | 16260     | Suaux                           |
| 16376 | 16270     | Suris                           |
| 16377 | 16260     | La Tâche                        |
| 16378 | 16700     | Taizé-Aizie                     |
| 16379 | 16110     | Taponnat-Fleurignac             |
| 16380 | 16360     | Le Tâtre                        |
| 16381 | 16240     | Theil-Rabier                    |
| 16382 | 16410     | Torsac                          |
| 16383 | 16560     | Tourriers                       |
| 16384 | 16360     | Touvérac                        |
| 16385 | 16600     | Touvre (CAA)                    |
| 16386 | 16120     | Touzac                          |
| 16387 | 16200     | Triac-Lautrait                  |
| 16388 | 16730     | Trois-Palis                     |
| 16389 | 16350     | Turgon                          |
| 16390 | 16140     | Tusson                          |
| 16391 | 16700     | Tuzie                           |
| 16392 | 16460     | Valence                         |
| 16393 | 16330     | Vars                            |
| 16394 | 16320     | Vaux-Lavalette                  |
| 16395 | 16170     | Vaux-Rouillac                   |
| 16396 | 16460     | Ventouse                        |
| 16397 | 16140     | Verdille                        |
| 16398 | 16310     | Verneuil                        |
| 16399 | 16130     | Verrières                       |
| 16400 | 16510     | Verteuil-sur-Charente           |
| 16401 | 16330     | Vervant                         |
| 16402 | 16120     | Vibrac                          |
| 16403 | 16350     | Le Vieux-Cérier                 |
| 16404 | 16350     | Vieux-Ruffec                    |
| 16405 | 16300     | Vignolles                       |
| 16406 | 16220     | Vilhonneur                      |
| 16408 | 16320     | Villebois-Lavalette             |
| 16409 | 16240     | Villefagnan                     |
| 16410 | 16700     | Villegats                       |
| 16411 | 16140     | Villejésus                      |
| 16412 | 16560     | Villejoubert                    |
| 16413 | 16240     | Villiers-le-Roux                |
| 16414 | 16230     | Villognon                       |
| 16415 | 16430     | Vindelle                        |
| 16416 | 16310     | Vitrac-Saint-Vincent            |
| 16417 | 16120     | Viville                         |
| 16418 | 16400     | Vœuil-et-Giget                  |
| 16419 | 16330     | Vouharte                        |
| 16420 | 16250     | Voulgézac                       |
| 16421 | 16220     | Vouthon                         |
| 16422 | 16410     | Vouzan                          |
| 16423 | 16330     | Xambes                          |
| 16424 | 16210     | Yviers                          |
| 16425 | 16110     | Yvrac-et-Malleyrand             |